# Jesús Olmo
Jesus Lozano Olmo (24 de janeiro de 1985, Barcelona) , mais conhecido somente como Olmo é um futebolista espanhol. 
Atualmente defende o FC Barcelona, sendo meia. Foi revelado nas categorias de base do clube.